# وآخرتها معاك (ألبوم)
وآخرتها معاك: الألبوم الثاني للمغنية اليسا، تم طرحه في 8 أغسطس 2000.حقق الألبوم نجاحا عربيًا واسع، حيث احتل المرتبة الأولى من حيث المبيع في العالم العربي فور صدوره، وبقي ثلاثة أشهر ضمن المراتب الثلاث الأول في الألبومات الأكثر مبيعًا في منافسة شديدة مع ألبوم «في عشق البنات» للمطرب محمد منير الذي صدرا في نفس التوقيت.ونتيجة الطلب الكثيف ونفاذ الطبعة الأولى تم إصدار ثمانية طبعات، بمتوسط 120 ألف نسخة لكل طبعة.بقى الألبوم للعام التالي 2001 على التوالي في قائمة الألبومات الأكثر مبيعًا في منافسة مع الألبومات التي صدرت آخر العام 2000 مثل: ألبوم إنت العزيز وألبوم جرحي أنا، والألبومات التي صدرت بداية العام 2001 مثل: ألبوم حبيب القلب وألبوم ليلة حبيبي؛ ولكن المنافسة الشرسة كانت مع ألبوم تملي معاك الذي ظلا معًا في منافسة شديدة مدة عام كامل في الألبومات الأكثر مبيعًا.
ضم الألبوم إحدى عشر أغنية جميعها من كلمات إلياس ناصر، وتضمن الألبوم ديو بتغيب بتروح الذي أدّته مع المغني راغب علامة، وقد حصلت الأغنية المصورة العديد من الجوائز،ونتيجة لذلك النجاح تم إصدار طبعات خاصة تحت اسم ألبوم بتغيب بتروح، وقد احتل المراتب الأولى في قوائم الألبومات الأكثر مبيعا في مصر.كما تصدر الديو الأغاني الأكثر استماعًا لمدة عامًا كاملاً على مواقع الإنترنت العربي آنذاك. وفي 2001، ضم راغب علامة الأغنية في ألبومه «سهروني الليل» لإستغلال النجاح الواسع.

## قائمة الأغاني
احتوى الألبوم على إحدى عشر أغنية، جميعها من كلمات الشاعر إلياس ناصر، وتضمن الألبوم ديو بتغيب بتروح الذي أدّته مع المغني راغب علامة. وقد حصلت الأغنية العديد من الجوائز، وما زالت تحقق نجاح بملايين المشاهدات عبر يوتيوب.
| الترتيب | اسم الاغنية  | كلمات      | الحان              | توزيع          |
| ------- | ------------ | ---------- | ------------------ | -------------- |
| 1       | بتغيب بتروح  | إلياس ناصر | ايجه               | ناصر الاسعد    |
| 2       | ضاع العنوان  | إلياس ناصر | فيفوس              | جان ماري رياشي |
| 3       | وآخرتا معك   | إلياس ناصر | جورج كرم           | جان ماري رياشي |
| 4       | حرام         | إلياس ناصر | جان ماري رياشي     | جان ماري رياشي |
| 5       | من قلبي غنيت | إلياس ناصر | جان ماري رياشي     | جان ماري رياشي |
| 6       | وحياة الحب   | إلياس ناصر | فياز كوروز         | جان ماري رياشي |
| 7       | رمشة عين     | إلياس ناصر | التان ستين         | جان ماري رياشي |
| 8       | سألنا        | إلياس ناصر | سردار اورتاج       | ناصر الاسعد    |
| 9       | سهرني حبيبي  | إلياس ناصر | سردار اورتاج       | ناصر الاسعد    |
| 10      | شافونا اتنين | إلياس ناصر | الكس فوكس          | ناصر الاسعد    |
| 11      | مين بلوم     | إلياس ناصر | اوزدن ونديدة سلطان | جان ماري رياشي |